# Järnvägsknut
En järnvägsknut är en ort med järnvägsstation där flera järnvägssträckor möts eller korsar varandra. Begreppet syftar i första hand på den plats där byte mellan järnvägslinjer kan ske, snarare än den plats där själva spårförgreningen finns.
Kännetecknande för många samhällen med järnvägsknutar, är att de var obefintliga eller mycket små orter innan järnvägen kom. Många av dem är i Sverige (men med motsvarigheter utomlands) resultat av den järnvägspolitik som fördes under 1800-talet som ledde till att då viktiga städer som Växjö, Eksjö, Mariestad, Örebro, Sundsvall och Umeå hamnade vid sidan om statsbanorna. De fick då istället bibanor som anslöt till statsbanorna vid järnvägsknutarna Alvesta, Nässjö, Moholm, Hallsberg, Ånge och Vännäs. Runt järnvägsknutarna växte stationssamhällena ofta till relativt betydande orter i sig själva. 
Världens första järnvägsknut anses vara stationen Earlestown (dåvarande namn: Newton Junction) i Newton-le-Willows i Merseyside, England. Här anslöts den 25 juli 1831 järnvägslinjerna Liverpool and Manchester Railway och Warrington and Newton Railway. En annan tidig järnvägsknut blev 1837 Crewe i Cheshire, England. Både Newton-le-Willows och Crewe utvecklades efter hand till industristäder med tillverkning av lokomotiv och andra produkter för järnvägen.

## Aktuella järnvägsknutar i Sverige
Ett urval av aktuella järnvägsknutar.
- Alvesta – Södra stambanan / Kust till kust-banan
- Avesta Krylbo – Godsstråket genom Bergslagen / Dalabanan
- Boden C – Stambanan genom övre Norrland / Malmbanan / Haparandabanan
- Borlänge C – Bergslagsbanan / Dalabanan, utgångspunkt för Västerdalsbanan
- Eslöv – Södra stambanan / Rååbanan / Ystad–Eslövs Järnväg (uppriven) / Eslöv - Kristianstad (uppriven) / Eslöv - Klippan (uppriven)
- Fagersta C – Godsstråket genom Bergslagen / Bergslagspendeln
- Hallsberg – Västra stambanan / Godsstråket genom Bergslagen
- Herrljunga – Västra stambanan / Älvsborgsbanan
- Hässleholm – Södra stambanan / Skånebanan / Markarydsbanan
- Katrineholm – Västra stambanan/Södra stambanan
- Kil – Värmlandsbanan, Bergslagsbanan, Norge/Vänerbanan, Fryksdalsbanan
- Nässjö C – Södra stambanan / Järnvägslinjen Halmstad–Nässjö / Nässjö–Oskarshamns Järnväg / Järnvägslinjen Nässjö–Vetlanda–Åseda / Jönköpingsbanan
- Sala – Dalabanan / Järnvägslinjen Sala–Oxelösund / Sala–Gysinge–Gävle järnväg (den sistnämnda uppriven, idag endast trafik på Dalabanan samt Sala–Oxelösund)
- Stockholm C – flera olika järnvägslinjer
- Storvik – Godsstråket genom Bergslagen/Norra stambanan / Bergslagsbanan
- Värnamo – Kust till kust-banan / Järnvägslinjen Halmstad–Nässjö
- Ånge – Norra stambanan/Stambanan genom övre Norrland / Mittbanan
- Östersund C – Mittbanan / Inlandsbanan

## Historiska järnvägsknutar i Sverige
Ett urval av historiska järnvägsknutar.
- Arvidsjaur – Inlandsbanan, endast turisttrafik. Jörn - Arvidsjaur nedlagd
- Axelfors – både Hillared-Axelfors Järnväg och Falkenbergs Järnväg upprivna
- Brintbodarna – Inlandsbanan är nedlagd för denna delsträcka liksom att Brintbodarna - Malung blivit nedlagd
- Björbo – Västerdalsbanan i drift, Stockholm–Västerås–Bergslagens Järnvägar Vansbro-Björbo-Ludvika nedlagd
- Byvalla – Godsstråket genom Bergslagen, i drift / Byvalla-Långshyttans Järnväg, nedlagd och uppriven
- Bäckefors – Norge/Vänerbanan i drift, inget stopp, Lelångenbanan uppriven
- Falkenberg – Västkustbanan, i drift men stationen flyttad öster om tätorten, Falkenbergs Järnväg uppriven
- Faringe – Roslagsbanan: Uppsala-Faringe-Rimbo-Norrtälje, Faringe-Gimo
- Fågelsta – Mjölby-Hallsberg (i drift) / Mellersta Östergötlands Järnväg (nedlagd, uppriven åt öster, åt väster även känd som Wadstena Fogelsta Järnväg)
- Göringen – en av Sveriges minsta före detta järnvägsknutar. Den ligger utmed järnvägen Bollnäs-Orsa, som vid den sträcka där Göringen ligger för närvarande inte har någon tågtrafik. Från Göringen utgick även den lilla sidobanan till Dalfors
- Harlösa – alla järnvägar till samhället är upprivna Landskrona-Kävlinge-Sjöbo Järnväg, Malmö-Simrishamns järnväg och Bjärred-Lund-Harlösa järnväg
- Heby – Dalabanan (dåvarande Norra stambanan) / Enköping–Heby–Runhällens Järnväg (uppriven, idag endast trafik på Dalabanan)
- Kalmar C – Kalmar–Torsås Järnväg nedlagd
- Landeryd – Västra Centralbanan / Halmstad–Nässjö Järnvägar
- Limmared – Borås-Alvesta Järnväg / Västra Centralbanan / Falkenbergs Järnväg
- Ljungby – Vislanda-Bolmens Järnväg / Skåne-Smålands Järnväg
- Mora – Inlandsbanan / Dalabanan/Älvdalsbanan, har person-/godstrafik söderut på Dalabanan och norrut på Inlandsbanan samt endast godstrafik på Älvdalsbanan, Inlandsbanan söderut är nerlagd
- Neva – Inlandsbanan (saknar trafik på denna del) / Hällefors-Fredriksbergs järnvägar (uppriven)
- Norsholm – Södra (Östra) stambanan / Norsholm - Åtvidaberg (Norsholm–Västervik–Hultsfreds Järnvägar, uppriven)
- Repbäcken – Siljansbanan / Falun–Västerdalarnes Järnväg (sträckan Repbäcken–Falun uppriven)
- Rimbo – Roslagsbanan: Stockholm-Rimbo, Rimbo-Hallstavik, Uppsala-Faringe-Rimbo-Norrtälje, alla linjer är upprivna
- Ringstorp – Norsholm–Västervik–Hultsfreds Järnvägar / Linköping - Mellersta Östergötlands Järnväg (båda upprivna)
- Skara – Smalspåriga linjer fanns i fem riktningar. Alla är nedlagda och endast en museibana återstår Skara–Kinnekulle–Vänerns Järnväg, Lidköping–Skara–Stenstorps Järnväg, Västergötland–Göteborgs Järnvägar och Skara–Timmersdala Järnväg
- Skebokvarn – Västra stambanan / Mellersta Södermanlands Järnväg
- Skoghult – Mönsterås-Åseda Järnväg
- Skänninge – Godsstråket genom Bergslagen (i drift) / Väderstad-Skänninge-Bränninge Järnväg (uppriven)
- Sveg – Inlandsbanan, har trafik. Hedebanan uppriven
- Sävsjö – Södra stambanan, samt smalspår Vetlanda-Målilla-Oskarshamn, "Sävsjöbocken", uppriven 1973
- Sävsjöström – Alla järnvägarna till samhället är upprivna Nybro–Sävsjöströms Järnväg, Sävsjöström–Nässjö Järnväg och Östra Värends Järnväg
- Tillberga – Västerås - Sala (i drift) / Orresta - Tillberga - Ramnäs (majoriteten uppriven, sträckan Tillberga-Tortuna nedlagd)
- Tomelilla – Österlenbanan, Malmö–Simrishamns Järnvägar, Eslöv-Tomelilla och Tomelilla-Kristianstad
- Tranemo – både Falkenbergs Järnväg och Västra Centralbanan upprivna
- Ullared – både Falkenbergs Järnväg och Varberg–Ätrans Järnväg upprivna
- Valskog – Stationen saknar idag persontrafik, fortfarande anslutningspunkt mellan Svealandsbanan och Mälarbanan
- Vansbro – Västerdalsbanan (i drift) / Inlandsbanan (nedlagd)
- Vara – Smalspårsbanan Västergötland–Göteborgs Järnvägar är uppriven
- Vetlanda – Vetlanda–Sävsjö Järnväg, Vetlanda–Målilla Järnväg och Sävsjöström–Nässjö Järnväg (banorna mot Sävsjö och Åseda är upprivna)
- Växjö – Kust till Kustbanan är i drift; smalspårsbanorna Växjö–Tingsryds Järnväg och Växjö–Åseda–Hultsfreds Järnväg är upprivna)
- Åseda – tre linjer upprivna, en smalspårig bana med turisttrafik finns kvar, Växjö–Åseda–Hultsfreds Järnväg i riktning mot Hultsfred